# 4. Panzer Hadsereg
A 4. Panzer Hadsereg (németül 4. Panzerarmee) – vagy, mielőtt teljes hadsereggé szervezték volna,  4. Panzer Csoport – német panzer (páncélos) egység volt a Wehrmachtban a második világháborúban. Egységei részt vettek Franciaország megszállásában, majd a Keleti Front harcaiban.

## 4. Panzer Csoport
A 4. Panzer Csoport elődje a XVI. hadtest volt, amelyet Berlinben állítottak fel 1938-ban. Harcolt Lengyelországban és a nyugati hadjáratban. A 4. Panzer Csoportot 1941 februárjában hozták létre, beleolvasztva a XVI. hadtestet, az Észak Hadseregcsoport alá helyezve.
A következő egységekből állt:
- LVI. Panzer hadosztály (Johannes Block tábornok)
- XLVI. Panzer hadosztály (Walter Fries tábornok)
- VIII. hadtest (Walter Hartmann tábornok)

## Fordítás
Ez a szócikk részben vagy egészben  a(z)   4th Panzer Army című angol Wikipédia-szócikk ezen változatának fordításán alapul.  Az eredeti cikk szerkesztőit annak laptörténete sorolja fel. Ez a jelzés csupán a megfogalmazás eredetét és a szerzői jogokat jelzi, nem szolgál a cikkben szereplő információk forrásmegjelöléseként.